# Strahov (Prag)
Strahov je praška gradska četvrt. Nalazi se na zapadnoj obali Vltave, zapadno od Petřína, Male Strane i Hradčana.
Graniči sa sljedećim četvrtima: Břevnov, Smíchov, Košíře, Střešovice i Malá Strana.

## Znamenitosti
- smještajni blok Češkog tehničkog sveučilišta
- premonstratenški strahovski samostan
- stadion Evžena Rošického
- stadion Strahov
- Štefánikova zvjezdarnica

## Ostali projekti
|  | Zajednički poslužitelj ima još gradiva o temi Strahov |